# Carville-la-Folletière
Carville-la-Folletière is een gemeente in het Franse departement Seine-Maritime (regio Normandië) en telt 222 inwoners (1999). De plaats maakt deel uit van het arrondissement Rouen.

## Geografie
De oppervlakte van Carville-la-Folletière bedraagt 4,4 km², de bevolkingsdichtheid is 50,5 inwoners per km².
De onderstaande kaart toont de ligging van Carville-la-Folletière met de belangrijkste infrastructuur en aangrenzende gemeenten.

## Demografie
Onderstaande figuur toont het verloop van het inwonertal (bron: INSEE-tellingen).